# Aulonemia deflexa
Aulonemia deflexa är en gräsart som först beskrevs av Nicholas Edward Brown, och fick sitt nu gällande namn av Mcclure. Aulonemia deflexa ingår i släktet Aulonemia och familjen gräs.
Artens utbredningsområde är Guyana. Inga underarter finns listade i Catalogue of Life.